# Rocco Pecoraro
Rocco Pecoraro (Baronissi, 6 de enero de 1970) es un deportista italiano que compitió en remo.
Ganó una medalla de bronce en el Campeonato Mundial de Remo de 1995, en la prueba de cuatro con timonel. Participó en los Juegos Olímpicos de Barcelona 1992, ocupando el octavo lugar en la prueba de cuatro sin timonel.

## Palmarés internacional
| Campeonato Mundial | Campeonato Mundial  | Campeonato Mundial | Campeonato Mundial |
| Año                | Lugar               | Medalla            | Prueba             |
| ------------------ | ------------------- | ------------------ | ------------------ |
| 1995               | Tampere (Finlandia) | Medalla de bronce  | Cuatro con timonel |